# Peresvet (cuirassé)
Pour les articles homonymes, voir Perevest (homonymie).
Le Peresvet (en russe : Пересвет) est un cuirassé de la classe Peresvet de la Marine impériale de Russie construit en 1898. Il est affecté au 1er escadron de la flotte du Pacifique et participe à la guerre russo-japonaise (1904-1905). Il est sabordé à la fin du conflit à Port-Arthur, puis renfloué par les japonais qui l'intègrent à leurs forces navales sous le nom de Sagami. 
En 1916, lors de la Première Guerre mondiale, il est racheté par la Russie et reprend son nom de Peresvet. Il saute sur une mine allemande en 1917 et coule en Méditerranée.

## Historique
La classe Peresvet compte trois navires. Elle est dessinée par l'ingénieur B. Offenbergom[réf. souhaitée], qui s'inspire des plans du cuirassé britannique HMS Centurion. Ces cuirassés sont conçus comme de larges croiseurs protégés, ayant une bonne tenue à la mer ainsi qu'une grande autonomie et une vitesse élevée, au détriment du blindage et de l'armement, plus légers que ceux des cuirassés de premier rang contemporains. Ils furent construits pour servir en Extrême Orient, supposément plus puissants que les croiseurs rapides et plus rapides que les cuirassés de premier rang.
Le Peresvet est le premier des trois navires de sa classe, la quille est posée en 1895 au Chantier Naval de la Baltique à Saint-Pétersbourg, et il est lancé en 1898. Ses deux sister-ship sont l’Osliabia et le Pobeda.

### Carrière dans la Marine impériale de Russie
Les trois navires sont affectés au 1er escadron du Pacifique. Le 10 novembre 1901, le Peresvet quitte le port de Kronstadt pour l'Extrême-Orient. Après une semaine de navigation, le cuirassé s'échoue dans le détroit du Grand Belt près de Nyuborg. Le bâtiment de guerre est remis à flot avec l'assistance des remorqueurs danois. Une inspection de la coque par des plongeurs révèle une déviation de 50 mm de la poutre transversale qui immobilise le cuirassé pendant un mois en cale sèche.
Le 15 janvier 1902, le Peresvet accoste à Port-Saïd puis traverse le canal de Suez. Le 5 avril 1902, le Peresvet met le cap sur Aden. Il fait escale à Columbo, Batavia, Hong Kong puis jette l'ancre à Port-Arthur. Au cours de son voyage dans ces climats chauds, la ventilation se révèle peu satisfaisante.
En août 1902, le Peresvet est envoyé à Vladivostok pour réparations. Du 30 septembre au 2 octobre 1902, entre Nagasaki et Port-Arthur, il prend part à un challenge de vitesse entre cuirassés, et termine à la première place en franchissant la distance de Nagasaki à Port-Arthur en 36 heures à une vitesse de 15,7 nœuds (29 km/h).
De janvier à février 1903, le Peresvet est en expédition à Yokohama et Nagasaki. Il revient en septembre 1903 à Vladivostok, puis retourne à Port-Arthur où il est placé en réserve.
Le 18 janvier 1904, le Peresvet est retiré de la réserve, puis le 21 janvier 1904 le cuirassé hisse le pavillon du kontr-admiral et prince Pavel Oukhtomski (ru) (1848-1910).

### Guerre russo-japonaise
Dans la nuit du 8 au 9 février 1904, la flotte Russe ancrée dans la base navale de Port-Arthur est attaquée par une flottille de torpilleurs japonais. Les cuirassés Tsarevitch et Retvizan, ainsi que le croiseur Pallada sont endommagés par les tirs japonais.
Le lendemain matin 9 février 1904, la flotte japonaise composée de six cuirassés et de neuf croiseurs placés sous le commandement de l'amiral Tōgō Heihachirō engage le combat contre la flotte russe pendant quarante minutes. Puis les bâtiments japonais s'éloignent, et les navires russes renoncent à poursuivre l'ennemi. Cet échange de tirs appelé la bataille de Port-Arthur n'apporte aucun résultat, malgré quelques dommages de part et d'autre. Naviguant au sein d'une colonne de cuirassés, Le Peresvet ouvre le feu sans faire mouche, malgré les tirs de 17 obus de 254 mm, 86 de 152 mm, et 205 de 75 mm.
La nuit suivante, le Peresvet s'échoue. Toutefois, il est rapidement remis à flot par les remorqueurs. Le 13 mars 1904, au cours d'une expédition sur les îles Myaotao, le Peresvet percute le Sebastopol. Les dommages occasionnés forcent l'escadron à rentrer à Port-Arthur.
Le 13 avril 1904, le navire amiral Petropavlovsk et le cuirassé Pobeda sautent sur des mines japonaises. Des centaines de marins, ainsi que l'amiral commandant la flotte du Pacifique Stepan Makarov meurent lors du rapide naufrage du Petropavlovsk. Le Pobeda est peu endommagé et retourne au port.

#### Bataille de la mer Jaune

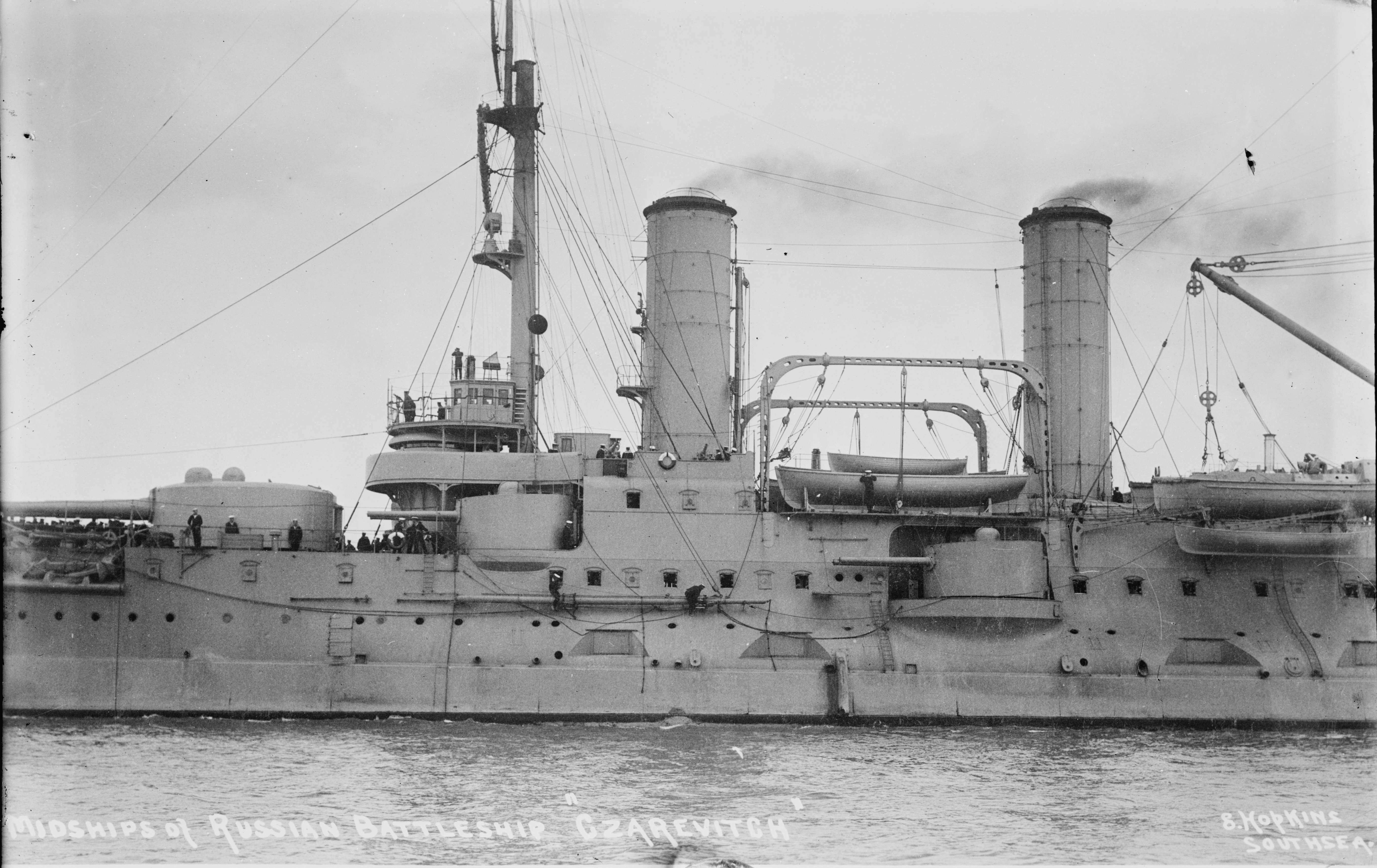
Le cuirassé Tsarevitch

Le 10 juin 1904, l'escadron tente de percer le blocus pour rallier le port de Vladivostok. Toutefois, peu de temps après, les navires russes rencontrent la flotte japonaise. Le contre-amiral Wilgelm Karlovitch Vitgeft, considérant Port-Arthur sans défense, ordonne le retour au port afin de renforcer l'artillerie côtière. Au cours du voyage de retour, le Sebastopol saute sur une mine, et l'escadron doit faire face à une attaque de destroyers japonais, contre lesquels le Peresvet tire 7 projectiles de 254 mm, 61 de 152 mm, 150 de 75 mm, et 47 de 426 mm.
Le 27 juillet 1904, lors du bombardement de la ville et du port par les Japonais, le Peresvet est atteint par deux obus de 120 mm.
À l'aube du 28 juillet 1904, l'escadron reprend une nouvelle fois la mer. Le Peresvet, est alors placé sous le commandement du capitaine de 1er rang Vassili Arsenievitch Boysman (1855-1905), et incorpore un convoi de cuirassés. Peu de temps après, les Japonais apparaissent et la bataille de la mer Jaune s'engage entre les deux flottes.
Au cours de cette bataille, le Peresvet est atteint par 40 projectiles qui font treize morts, dont le commandant de la tour avant, le lieutenant A.V. Saltanov, et 69 blessées. Le capitaine Vassily Arsenievitch Boysman est également grièvement blessé par des éclats d'obus à l'épaule, à l'abdomen et à une jambe (capturé lors de la prise de Port-Arthur, il meurt des suites de ses blessures à Matsuyama le 8 septembre 1905). Il refuse d'être évacué en disant : « Si mes marins sont captifs, puis-je, en tant que commandant, être avec eux. Je ne les quitterai pas. » Les ponts, les canons, le mât à bâbord, une partie de l'artillerie sont gravement endommagés. Lors du voyage de retour à Port-Arthur, le lieutenant Dmytriev succède au capitaine Boysman.

#### Siège de Port-Arthur
Dès l'arrivée à Port-Arthur les réparations commencent à bord. Les principaux travaux sont achevés en une semaine. En l'absence de pièces de rechange, la partie endommagée sur le canon de 254 mm ne peut être remplacée. Dans le même temps, les navires russes sont engagés dans la défense de la forteresse de Port-Arhtur. Le Peresvet est affecté à la batterie no 4. Les canons de 152 mm, 75 mm, 47 mm et quatre canons de 37 mm sont transférés à terre, servis par 103 marins du Peresvet.
Les Japonais continuent leurs tirs sur la ville et le port. Début septembre 1905, le Peresvet est atteint par 17 obus. Le 19 septembre, 9 projectiles atteignent le cuirassé. Le 28 septembre, il subit onze tirs ennemis. Le 30 septembre, il est atteint par quatre autres. Dans la nuit du 1er au 2 octobre 1905, le Peresvet se rapproche des rives bordant la montagne sur laquelle sont postés des observateurs japonais, mais le navire ne peut régler ses tirs.
Dans la seconde partie de novembre, les Japonais s'emparent de la partie haute de la montagne, ce qui leur donne une position surplombant le port et la rade, ainsi que des axes de tir sur les navires russes. Le 23 novembre 1905, cinq projectiles de 280 mm atteignent le Peresvet, mais le principal objectif des canons Japonais est le cuirassé Retvizan. Le Retvizan est finalement coulé le 24 novembre 1905, et l'artillerie japonaise concentre alors son tir sur le Peresvet, qui est atteint par 20 obus de 280 mm. Après une série de dix coups au but, un incendie se déclare à bord. Le capitaine du cuirassé, le capitaine de 2e rang Dmytriev, ordonne de saborder le navire par crainte d'une explosion. Selon le journaliste britannique N. Sepping-Wright le pont avant et le pont arrière sont entièrement détruits, un obus a frappé le haut de la tourelle, le kiosque est inutilisable ; quant aux cheminées, elles sont très endommagées par les tirs japonais ; l'une d'elles a pris l'apparence d'un tas de ferraille plié.

### Carrière dans la Marine impériale du Japon
Le 29 juin 1905, le Perevest, gisant dans le bassin ouest de Port-Arthur est renfloué par les Japonais. Il est enregistré sur les listes de la Marine impériale du Japon sous le nom de Sagami (ancien nom de la province Kanagawa au Japon). Mis en cale sèche dans le port de Sasebo, les réparations durent jusqu'au 17 août 1905. À cette date, le cuirassé se rend dans la baie de Tokyo où il prend part à une revue navale fêtant la victoire du Japon sur la Russie impériale. La parade navale achevée, le Sagami subit de nouvelles réparations. Les travaux de modernisation se poursuivent jusqu'en 1909 puis le bâtiment est affecté dans la défense côtière.

### Seconde carrière dans la Marine impériale de Russie
Afin de participer aux opérations navales menées par les alliés en Méditerranée, la Russie impériale se tourne en 1916 vers le Japon afin de racheter ses ex-navires capturés à la fin de la Guerre russo-japonaise. Les Japonais vendent trois navires : le Tango (anciennement Poltava), le Sagami et le croiseur Soja (anciennement Varyag). Le prix du rachat du Sagami s'éleve à 7 millions de yens.
Le 21 mars 1916, les trois navires accostent dans le port de Vladivostok, le 27 mars, le Sagami reprend son ancien nom Peresvet. Il est alors reclassé comme patrouilleur blindé et affecté à la flotte de l'Arctique.
Le 23 mai 1916, battant pavillon de l'amiral Bestouyev-Ryoumine, le Peresvet prend la mer afin de tester l'artillerie. Lors de son voyage de retour au port de Vladivostok, un épais brouillard cause son échouage. Les remorqueurs et le cuirassé Tchesma ne peuvent renflouer le navire. La flotte russe doit faire appel aux Japonais. Les travaux de mise à flot débutent le 7 juin 1916, puis le cuirassé est remorqué à Vladivostok et mis en cale sèche. Les travaux d'urgence achevés, le Peresvet est transféré le 6 août 1916 à Maydzuru (ville située au nord de la province de Kyoto) pour terminer les travaux. Le coût du renflouement et des réparations s'élève à 740 000 roubles.
Le 19 octobre 1916, le Peresvet quitte Maydzuru pour la Méditerranée. Sur sa route il fait escale à Hong Kong, Singapour, et Aden, passe le canal de Suez et accoste à Port-Saïd le 6 décembre 1916. Il accompagne un convoi britannique en Méditerranée lorsqu'à 17 h 30 le 22 décembre 1916, il heurte deux mines au nord-est de Port-Saïd. Le capitaine de 1er rang Ivanov croit à une attaque de sous-marins et donne l'ordre d'ouvrir le feu. Toutefois, le cuirassé sombrant rapidement, il ordonne l'abandon du navire. À 17 heures 47, le cuirassé coule par une profondeur de 45 mètres. Quatre heures plus tard un destroyer russe et des chalutiers français viennent au secours de 557 marins. Neuf d'entre eux meurent des suites de leurs blessures ou d'hypothermie. Le naufrage du Peresvet cause la mort de 116 personnes. Le Peresvet est officiellement rayé de la liste des effectifs de la flotte impériale de Russie le 28 mars 1917. Une enquête détermine plus tard que le Peresvet a heurté une barrière de mines posée par le sous-marin allemand U73.

## Mémorial de Port-Saïd
En 1955, un mémorial est élevé sur les tombes des marins disparus à bord du Peresvet, ce monument est financé par le Ministère de la défense de l'URSS.

## Sources
- С.В. Farmer, S. Molodtsov. Battleships type «Peresvet», coll. « Maritime » no 1, 1998